# Gabriele Heise
Gabriele Heise (* 1950 in Celle) ist eine deutsche Hörfunkjournalistin.

## Leben und Wirken
Heise absolvierte nach dem Abitur eine Ausbildung als Redakteurin bei den Düsseldorfer Nachrichten. Hierauf folgten ein Studium der Germanistik und Soziologie und Lehraufträge an der Evangelischen Fachhochschule und der Volkshochschule Hannover. Ab 1982 arbeitete sie als Hörfunkjournalistin vorwiegend für den NDR, für den sie ab 1994 die Redezeit moderierte. Im NDR Fernsehen arbeitete Heise unter anderem beim Programm Hallo Niedersachsen mit.
Nach einer nebenberuflichen Zusatzausbildung als Ehe-, Familien- und Lebensberaterin 1992–96 arbeitete sie vier Jahre lang für eine Beratungsstelle des Erzbistums Hamburg. Weiterhin war sie u. a. Mitarbeiterin des Vereins für Zukunfts- und Friedensforschung, von 1990 bis 1998 Vorstandsmitglied und Regionalsprecherin des Journalistinnenbundes und Leiterin verschiedener Zukunftswerkstätten. Von 2006 bis 2013 war sie Mitglied im Team des Kulturprojektes Öffentliches Wohnzimmer Altona vom Kultwerk West. Unter dem Pseudonym Ma Madhunado veröffentlichte sie 1984 das Buch Ausgestiegen? 1990 wurde sie mit einem Ernst-Schneider-Preis in der Kategorie Fernsehen ausgezeichnet. Seit 2013 gestaltet sie regelmäßig den Salemer Dialog, eine öffentliche Debattenrunde in Salem/Schleswig-Holstein.

## Weblink
- Website von Gabriele Heise